# 川中島之戰
川中島之戰是日本戰國時代甲斐國大名武田信玄與越後國大名上杉謙信之間，在北信濃川中島地區進行五次大小戰役的總稱，或者專指發生於1561年（永祿4年）九月（舊曆）的「八幡原之戰」。
前述兩軍於1553年（天文廿二年）、1555年（天文廿四年）、1557年（弘治三年）、1561年，以及1564年（永祿七年）前後十二年間，圍繞著信濃境內的領地問題，在善光寺平原附近，以犀川、千曲川匯流處的沖積平原（即「川中島」）為中心的區域，分別發生五次戰爭或對峙。其中爆發於1561年10月17至18日（新曆）；即永祿四年9月9至10日（舊曆）的第四次對陣（「八幡原之戰」），是戰況最為激烈的一次。

## 戰役經過

### 第一次（布施之戰或八幡之戰）
天文22年時，武田晴信（信玄）攻下信濃、驅逐了信濃守護小笠原長時以及村上義清等豪族。失去領地的他們被長尾景虎（上杉謙信）所收留，景虎答應他們要協助其奪回失地。於是長尾軍與武田軍即開始發生衝突。在第一次川中島之戰中，長尾軍在擊退武田軍的前鋒隊後撤軍、雙方都無重大損失。長尾景虎在第一次會戰後，為了提升自家的威信及鞏固權力，上洛拜謁正親町天皇及征夷大將軍足利義輝。武田方則開始進行軍制改革、為再度的衝突做準備。

### 第二次（犀川之戰）
武田晴信與北條氏、今川氏結成（甲相駿三國同盟），在確立後方安全無憂後，再度進軍北信濃。雙方在犀川兩岸互相對峙達兩百多日、後來在駿河國主今川義元的調停下同時撤軍。

### 第三次（上野原之戰）
弘治三年（1557年），雙方於上野原小規模交戰，戰況膠著。當時將軍義輝受迫於畿內有力大名三好長慶，處境艱難，亟盼景虎停戰上洛相助，於是出面仲裁，令雙方和睦。晴信趁機提出要求，遂自幕府取得「信濃守護」役職。

### 第四次（八幡原之戰）
1561年，長尾景虎（上杉謙信）就任「關東管領」職，改名上杉政虎。
在知道上杉軍於川中島出現後，武田信玄於8月16日由甲斐出兵。上杉軍此次則與第一次至第三次的作戰方式迥異，先是涉過川中島北邊的犀川及南側的千曲川後，登上了位在川中島南邊的妻女山布陣、與川中島東方的海津城相對峙。
武田軍則在8月24日於川中島西方的茶臼山布陣以牽制上杉軍。形成雙方各自阻住對方退路的局面。直至8月29日時，武田軍穿過川中島的中心地帶八幡原進入海津城內，才結束對峙。此時，妻女山上的上杉軍兵力約有一萬三千，在海津城中的武田軍約有兩萬，武田軍的兵力居於優勢。
隨後，武田軍在9月9日深夜採取行動，根據《甲陽軍鑑》的記載，當時武田信玄採用了軍師山本勘助的兵法，信玄本人率領本隊約八千人於八幡原布陣，而另一方面則由高阪昌信和馬場信春等人率領支隊一萬二千人夜襲妻女山，計畫將上杉軍驅趕到八幡原後，由本隊予以挾擊；此戰術有如啄木鳥將蟲驚擾出樹木後再啄食，因此被命名為「啄木鳥戰法」。
但上杉謙信察覺了武田軍的意圖（史界對於上杉是否確實察覺仍有異說），在妻女山上虛設炊煙及篝火引誘夜襲的武田軍，並在10日拂曉（據傳為早上六時左右）趁著濃霧全軍開拔下山至八幡原對陣武田本陣。武田軍總兵力原本占優勢，卻因前晚分兵夜襲，在此時反而成為以寡敵眾之劣勢。武田軍本陣八千人兵力以「鶴翼之陣」應戰，上杉軍一萬三千人擺出為防追擊的撤退陣形「車懸之陣」。
經一番激戰後，武田信玄之弟武田信繁與軍師山本勘助、大將諸角虎定（諸角昌清）、初鹿野忠次、油川彥三郎、安間弘家與三枝守直等將領一一陣亡，陷入了逼近崩潰的情勢。夜襲撲空的武田支隊此刻從妻女山下山，先是擊退了上杉軍的殿後部隊甘粕景持，於早上巳、午時左右（早上10時至12時）抵達八幡原，形成兩軍夾擊上杉軍的形勢。上杉軍開始退往犀川渡河，最後退到川中島北方的善光寺，雙方的戰鬥才算告一段落，最後上杉軍與善光寺中佈署的五千人部隊會合後回師至越後。
這場戰役的戰死者據傳是上杉軍三千多人、武田軍四千多人，當時雙方都各自宣布自己獲勝。根據傳說，在這場戰鬥中，上杉政虎曾一度單槍匹馬殺入武田陣中追殺武田信玄，該畫面經常在歷史小說或戲劇中出現，但按照《上杉家御年譜》記載，衝進敵陣的是荒川長實。
根據《甲陽軍鑑》的說法，這場戰役「前半為上杉獲勝、後半是武田獲勝」。在戰術上，上杉軍成功地破解了武田軍的奇襲，並且殺死了武田方眾多名將；但戰略上堪稱武田方獲勝，因為武田家於戰後仍持續佔有北信濃大部分領地，而上杉政虎出兵信濃的目的則未能達成。此役之後，犀川以南為武田方，犀川及善光寺以北則為上杉方的勢力範圍。
然而對於此役主要史料《甲陽軍鑑》的記載也有存疑的聲音，例如妻女山背坡陡峭，實施仰攻夜襲相當困難，「啄木鳥戰法」是否合乎事實便令人懷疑。另一種合理的推測是，以車懸之陣撤退的上杉軍不待敲山震虎便先行撤退，卻意外地撞上武田信玄本隊，而武田支隊的一萬二千人則在夜襲撲空後，急忙下山並對上上杉軍甘粕景持殿後的千人隊。

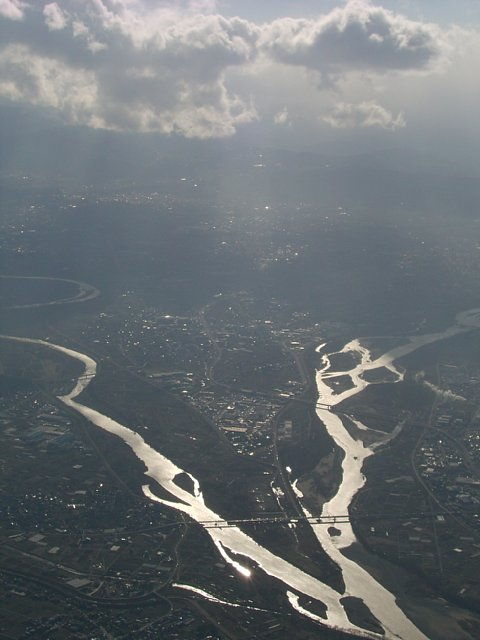
千曲川（左）與犀川（右）匯流處

### 第五次（鹽崎之對陣）
上杉輝虎（由政虎改名）為牽制武田信玄的飛驒經略，再度出兵信濃；武田信玄進駐鹽崎城，迴避決戰，此役遂以兩軍各自撤退收場。

## 文學作品
江戶時代後期的詩人賴山陽曾作〈題不識庵撃機山圖〉一詩   
|  | 鞭聲肅肅夜過河，曉見千兵擁大牙。 遺恨十年磨一劍，流星光底逸長蛇。 |

## 總結
關於開戰的原因，有理論認為武田氏、上杉氏當時因領地內都有內亂，是為了凝聚家臣的向心力而彼此之間發動了一連串的會戰、也因此雙方五次中有四次只是長期對峙後撤兵，並無意分出勝負。
若由戰略層面分析，戰後數年間，武田家在關東方面取得主動權，上杉方據點如武藏松山城、上野箕輪城等一一遭其攻破；上杉謙信則未再出兵信濃，改在飛驒及關東方面與武田信玄角力，亦未有顯著成效，僅得在越中方面擴張其勢力。殆1569年信玄駿河攻略成功，終於迫使「相越同盟」成立，上杉、北條必須聯手對抗武田。因此，前一階段雙方以北信濃為中心的對抗，可視為以武田方的戰略勝利告終。
在第四次川中島之戰中，傳說由山本勘助所提出的是「啄木鳥戰法」，但檢視甲陽軍鑑跟武田三代軍記，啄木鳥戰法實是出自馬場信春的倡議，戰場是在永祿十二年時第二次薩埵峠之戰，目的是經由襲擊北條氏照，掩護武田信玄率主力撤離駿河。
|        | 戰役別稱           | 長尾／上杉軍戰力 | 武田軍戰力 | 戰役概況                                                                   |
| ------ | ------------------ | ---------------- | ---------- | -------------------------------------------------------------------------- |
| 第一次 | 布施之戰或八幡之戰 | 8,000人          | 10,000人   | 武田軍先鋒潰敗，而以夜襲迫使景虎撤軍；戰後景虎上洛，獲朝廷認可其行動       |
| 第二次 | 犀川之戰           | 8,000人          | 12,000人   | 長期對峙；今川義元出面調停，在武田方歸還部分北信濃國人舊領地下停戰         |
| 第三次 | 上野原之戰         | 10,000人         | 23,000人   | 戰況膠著，但將軍義輝亟盼景虎停戰上洛，乃斡旋雙方和睦，並授與晴信信濃守護職 |
| 第四次 | 八幡原之戰         | 13,000人         | 20,000人   | 決戰；上杉軍於戰術面佔上風，但武田家保住善光寺以南的領地                   |
| 第五次 | 鹽崎之對陣         | 不明             | 不明       | 兩軍未交鋒                                                                 |

## 關聯項目
- 日本歷史
  - 川中島

## 外部連結
- 日本長野觀光協會製作之關於第四次川中島戰役經過詳細動畫
- 川中島合戰繪卷2005（笛吹市）
- 風林山火川中島合戰官方網站